# كفير (طائرة)

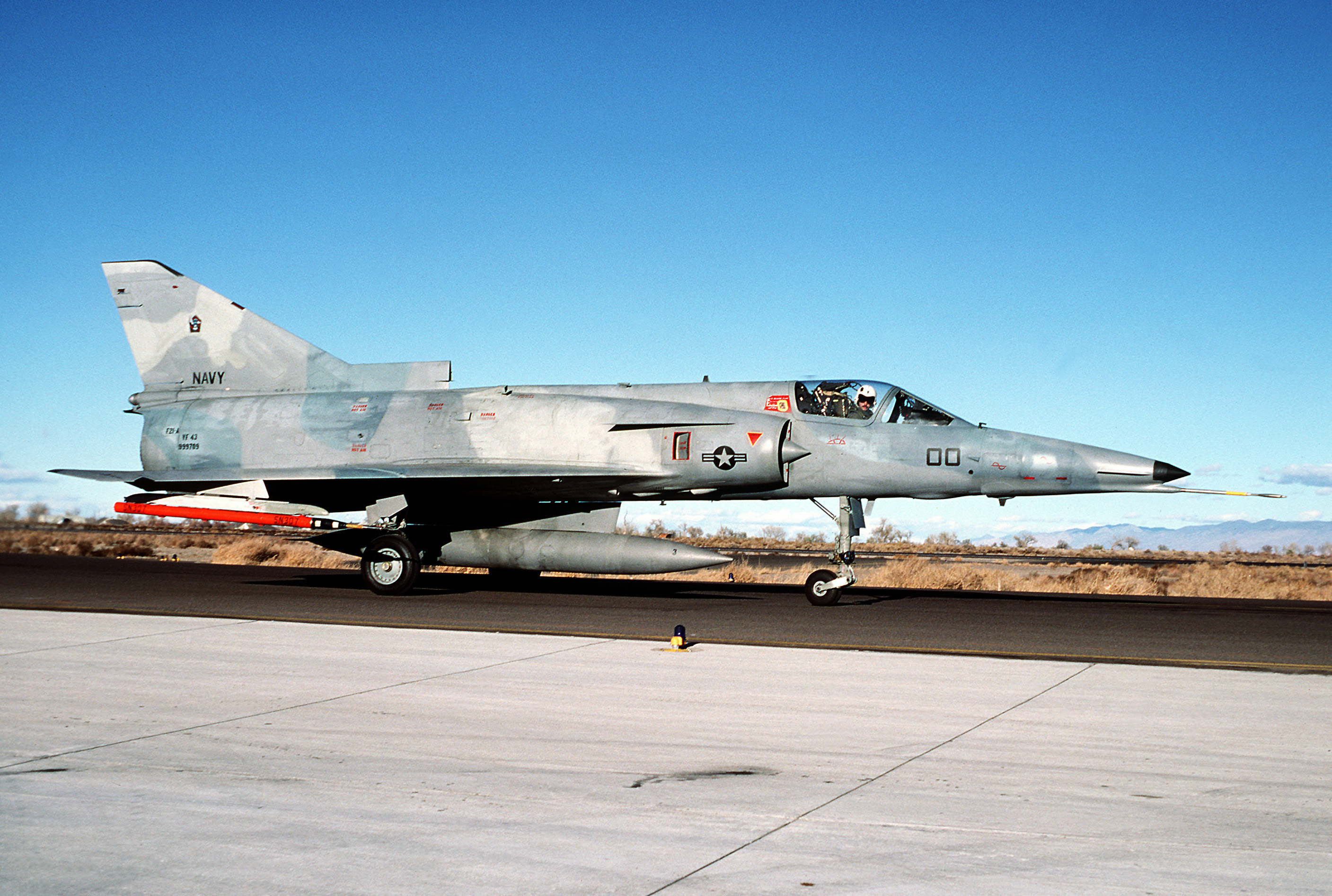
طائرة كفير طراز " F-21A „Lion، تعمل في البحرية الأمريكية.

كفير (بالإنجليزية: Kfir) هي طائرة مقاتلة إسرائيلية أنتجتها إسرائيل لصناعات الطيران والفضاء واسمها بالعبرية כפיר ومعناها الشبل (صغير الاسد). قامت المؤسسة الإسرائيلية بتصنيعها على أساس طائرة الميراج 5 الفرنسية، وتطوير شبيهتها الطائرة الإسرائيلية المسماة «نيشر» Nescher. تستخدم الطائرة في الولايات المتحدة تحت اسم إف-21 إيه "F-21A "Lion.

## تأريخ
خلال الستينيات من القرن الماضي اقتنت إسرائيل الطائرة المقاتلة ميراج وضمتها إلى قواتها الجوية. ثم قامت إسرائيل بصنعها باستخدام محركات تشتريها من جهات أخرى. ويقال أن المخابرات الإسرائيلية استطاعت الحصول على تقنية تصنيعها بطريقة غير قانونية من سويسرا وكذلك تقنية المحرك أتار-9 سي Atar-9C. ويقول خبير الطيران الأمريكي «جين سالفي» أن الطائر كفير هي نموذج من الميراج 5 الفرنسية وقامت بصنعة المؤسسة الإسرائيلية بالتعاون مع شركة روكويل أو جنرال إليكتريك الأمريكية.
.
وكان أول طلعة تدشين للطائرة في سبتمبر 1969 وسميت الطائرة في مايو 1971 آي إيه آي نيشر، واستخدمها أسرائيل في حرب أكتوبر 1973.
تعتبر الطائرة كفير صورة من الميراج 5 مع إضافة بعض الأجهزة الإلكترونية الإسرائيلية الصنع إليها. وأنهت إسرائيل خدمة تلك الطائرات المقاتلة في 1968، وقامت بتصدير أسرابها من هذا النوع وعددهم 60 طائرة إلى الأرجنتين تحت اسم آي إيه آي داجار Dagger.
ثم قامت إسرائيل بتصنيع الطائرة المعدلة كفير سي-2 وهي ذات مقعدين، وكان تدشين أول طائرة منها للتدريب Kfir-TC2 في 28 سبتمبر 1980. كما يوجد منها طراز Kfir-RC2 يستخدم للاستطلاع، وبنيت منه طائرتان. ويبلغ عدد الطائرات الكفير المتطورة التي بنتها مؤسسة «إسرائيل لصناعات الطيران والفضاء» 185 طائرة، وقامت إسرائيل بتصديرها بعد عام 1980 إلى إكوادور وكولومبيا وسريلانكا (1996) وكذلك قامت بتصدير عدد منها إلى الولايات المتحدة الأمريكية.

## أنواعها

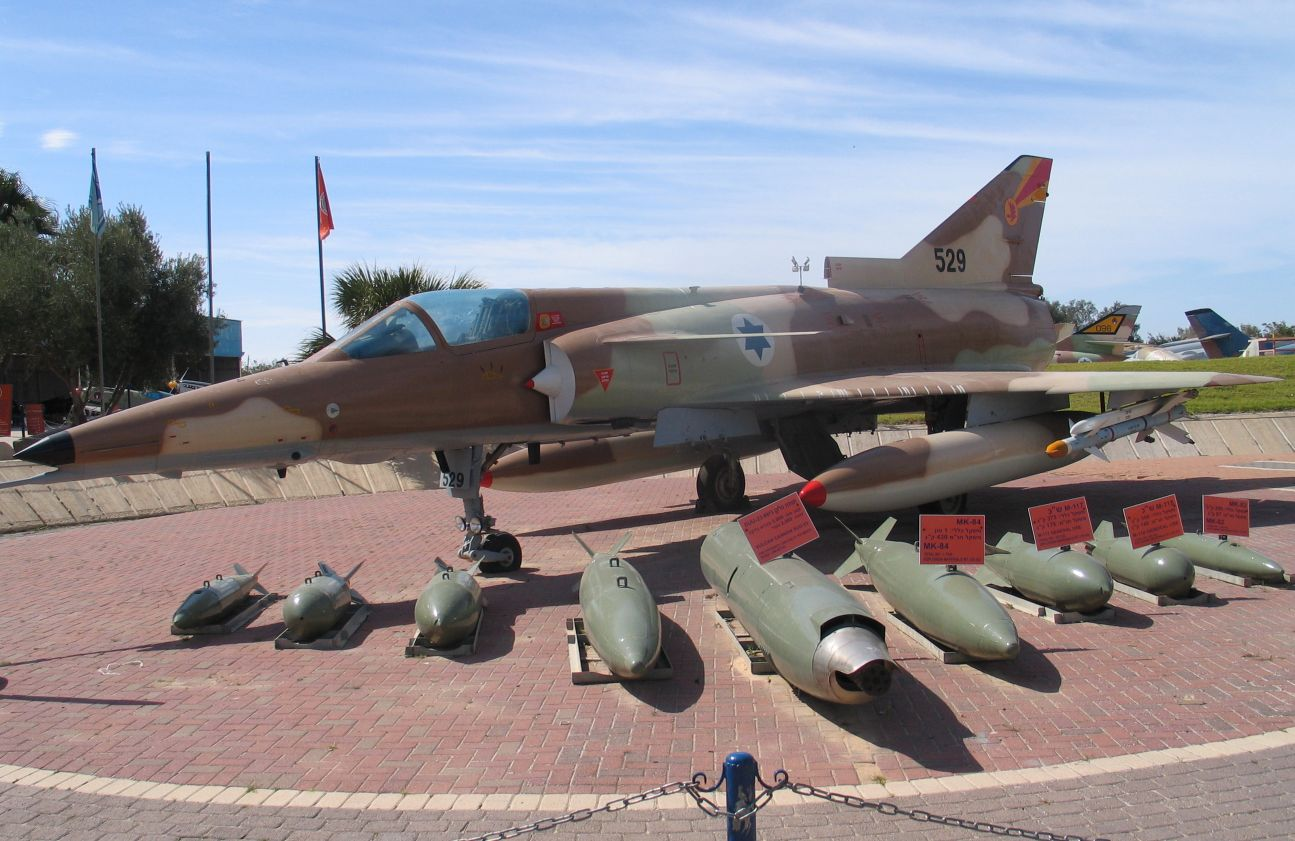
تسليح الطائرة كفير

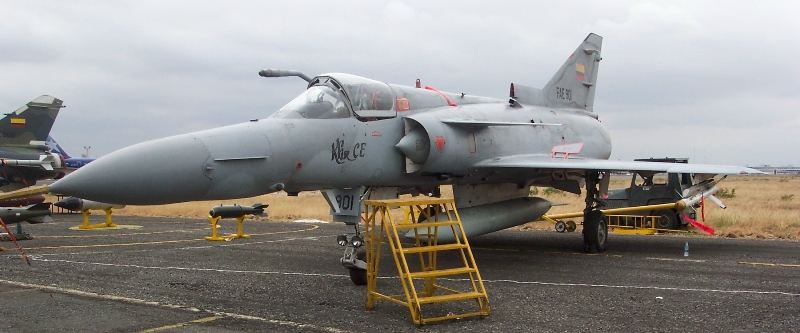
أحد طائرات كفير تعمل في القوات الجوية لإكوادور.

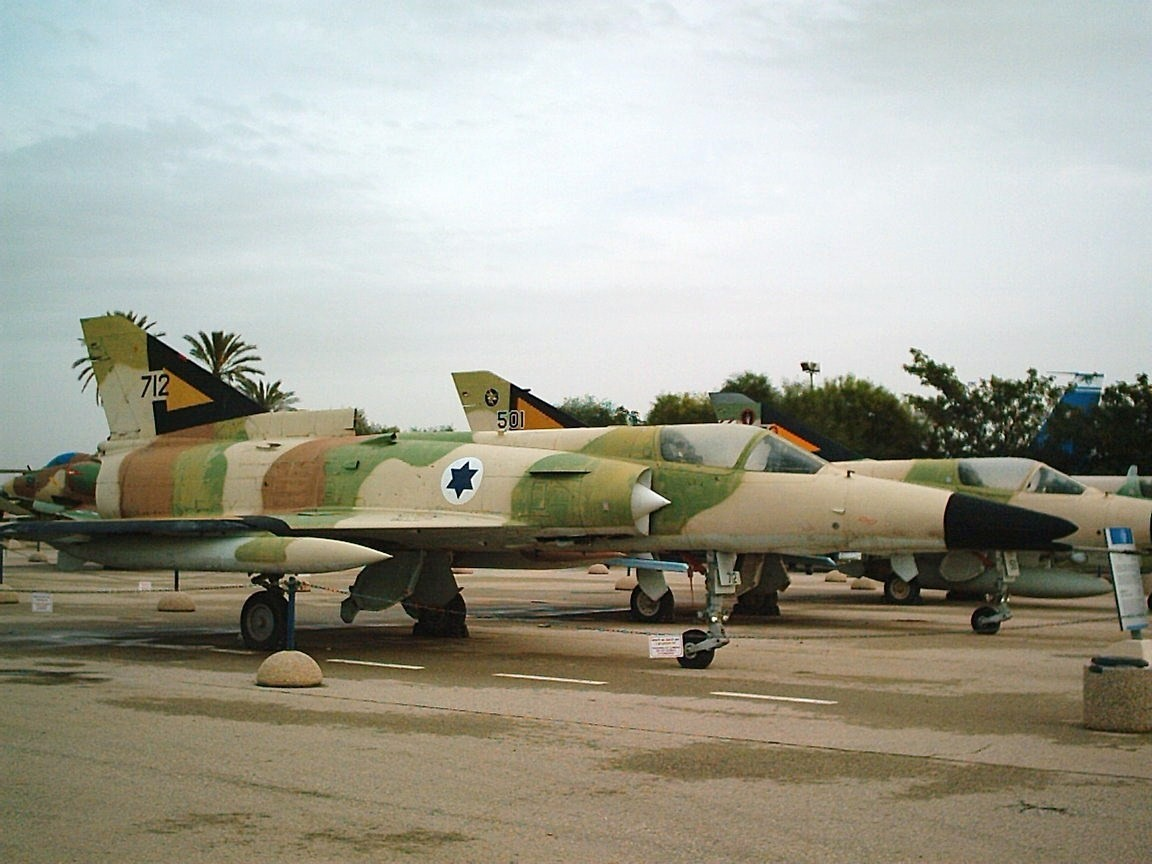
طائرة كفير الإسرائيلية.

Kfir C.1
تحتوي الأنواع المتطورة منها على تحسينات تتضمن فتحات للهواء على الظهر بغرض تبريد المحركات وقامت إسرائيل بتطويرها تحت مشروع Ra'am B. طارت أول طائرة من هذا النوع في 4 يونيو 1973، ثم تغير اسمها إلى كفير سي-1 بعد نجاح الإنتاج في عام 1975. وسلمت تلك الطائرات إلى السلاح الجوي الأسرائيلي في أبريل 1975.
Kfir C.2
بعد إنتاج 26 طائبة بدأ تقديم طراز معدل منها ابتداء من 1977 واعطيت له التسمية Kfir-C2. وتتميز تلك المجموعة بسهولة في المناورة الجوية، وتحسين خصائصها أثناء الطيران بسرعات منخفضة، وعلاوة على ذلك تقصير مسافة إقلاعها وهبوطها. كما زودت برادار من صنع إسرائيلي من نوع Elta EL/M-2001-Radar.
Kfir TC.2
طائرة تحوي مقعدين وذات هيكل، بدأ إنتاجها في عام 1980.
Kfir C.7
استأجرت الولايات المتحدة 25 طائرة من عدد الطائرات 27 المصنوعة من الطراز سي-1 بين عامي 1985 و 1989. واستخدمت منها 12 طائرة في البحرية الأمريكية US Navy و 13 طائرة في US Marine Corps تحت اسم F-21A Lion. وكانت تستخدم في التدريب على القتال الجوي حيث كانت تقوم مقام طائرات معادية أثناء التدريب. وتستخدم الطائرة منذ 2002 من شركة ATAC الأمريكية لتدريب طياريها.
Kfir TC.7
وهي طراز متطور من سي-7 ولكن ذو مقعدين.
Kfir C.10
تتميز بقدرة عالية على القتال ومزودة بجهاز رادر من صنع إسرائيلي Elta EL/M-2032 Radar ومدفعين 177mm MFD's. هذا الطائرة تعرف أيضا Kfir CE و Kfir COA.
Kfir CE
هي الطائرة سي-10 كما تسميها القوات الجوية في إكوادور.
Kfir COA
هي الطائرة سي-10 كما تسميها كولومبيا.
"Kfir RC.2 "Tzniut
طائر استطلاع ذات مقدمة أطول وبها كاميرات للتصوير. بنيت منها طائرتين.
Kfir 2000
تنفذ فيها تحسينات حديثة.
"F-21A „Lion
استأجرت الولايات المتحدة 25 من الطائرات التي صنعتها إسرائيل لصناعات الطيران والفضاء من نوع كفير سي-1 بين عامي 1985 و 1989، واستخدمتهم في البحرية الأمريكية كما هو مذكور اعلاه في US Navy و United States Marine Corps تحت اسم F-21A Lion. وبعد عام 2002 تستخدمهم شركة الطيران الأمريكية إيه تي إيه سي بغرض تدريب طائريها.
الطائرة «نمر» Nammer
هي طراز لطائرة كفير معدة للتصدير تحت اسم «النمر» ذات محرك من نوع F404. استطاعت أسرائيل عام 1995 من تصنيع الطائرة كفير-2000 واقامت بتصدير 7 طائرات منها إلى إكوادور في نهاية التسعينيات من القرن الماضي (وتسمى أحيانا كفير سي إي). يمكن تموين تلك الطائرة في الجو وهي مسلحة بمدفع مزدوج عيار 30 مليمتر، كما لها نقاط تثبيت أسلحة أخرى مثل بيثون 4 (Python 4) وقنابل وخزانات وقود. تستطيع تلك الطائرة حمل 25 و6 طن من الأسلحة، كما طور فيها المحرك، والمقصورة، أجهزة الرادار، وشاشات العرض El/M-2032-Radar.

## المواصفات التقنية
| البيانات                       | بيانات Kfir C1/C2 |
| ------------------------------ | --- |
| النوع:                         | قاذفة قتالية |
| طول:                           | 15,65 m |
| هرض الجناحين:                  | 8,22 m |
| مساحة الجناحين:                | 34,80 m² |

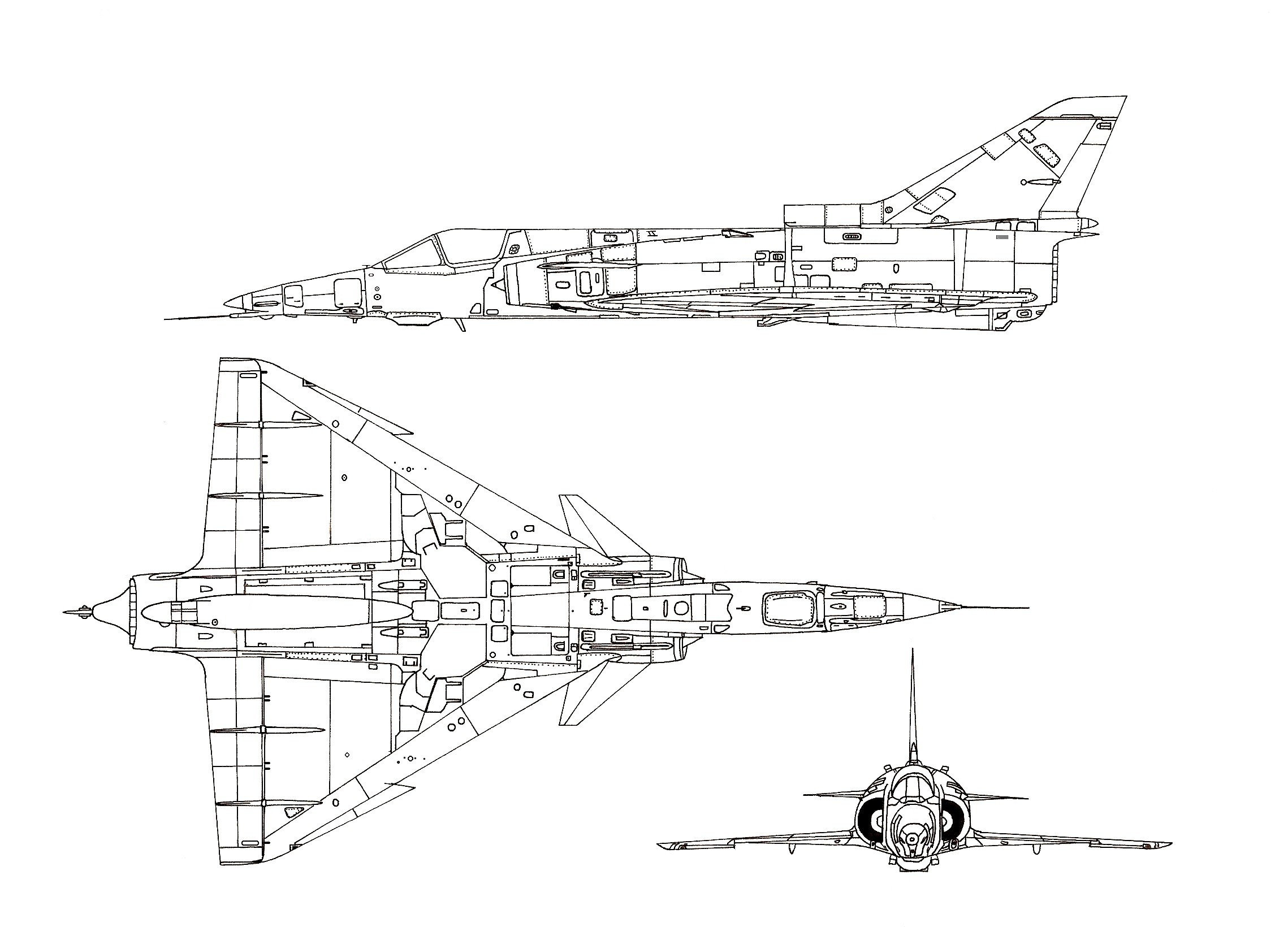
الرسم التقني

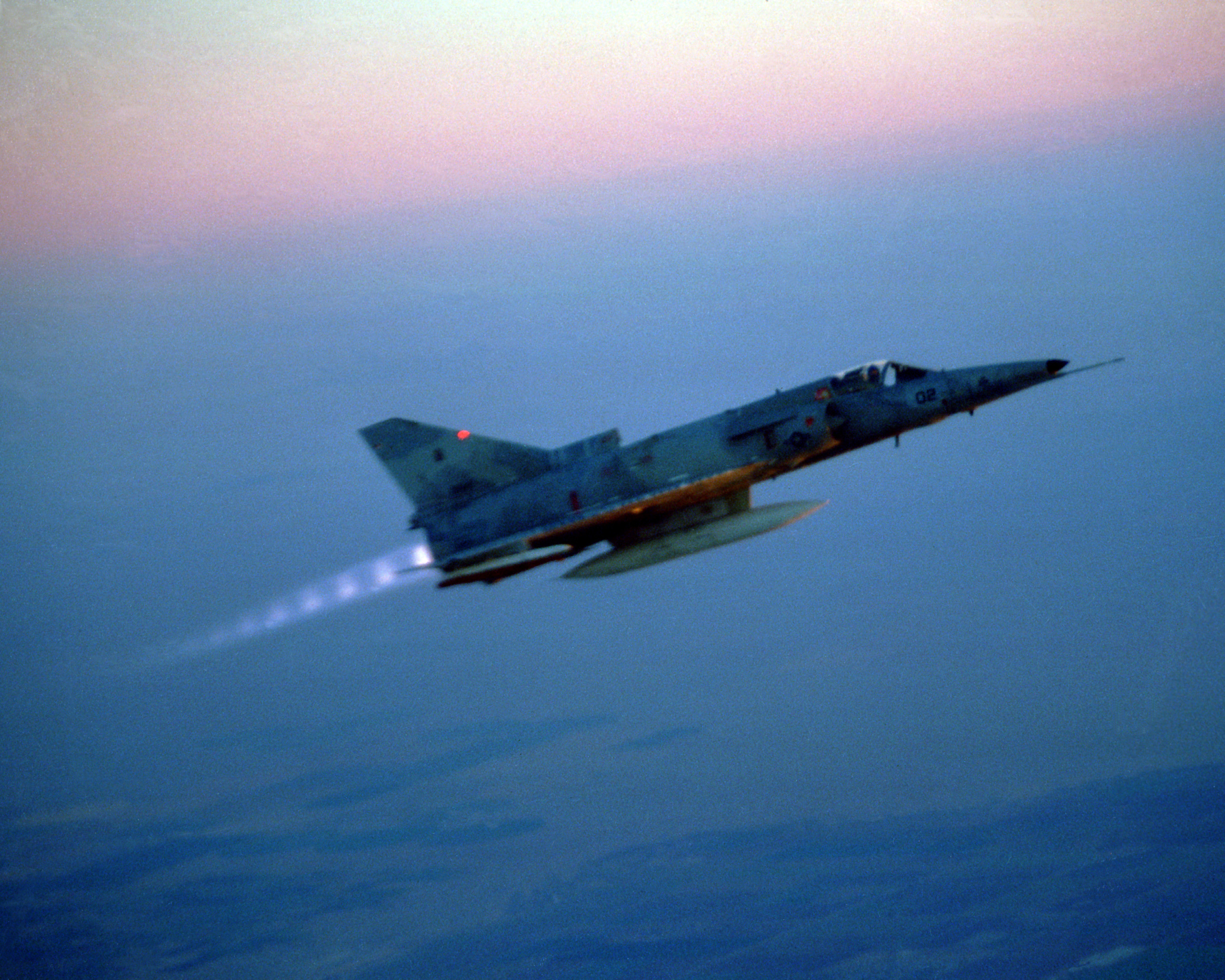
F-21 مهاجمة

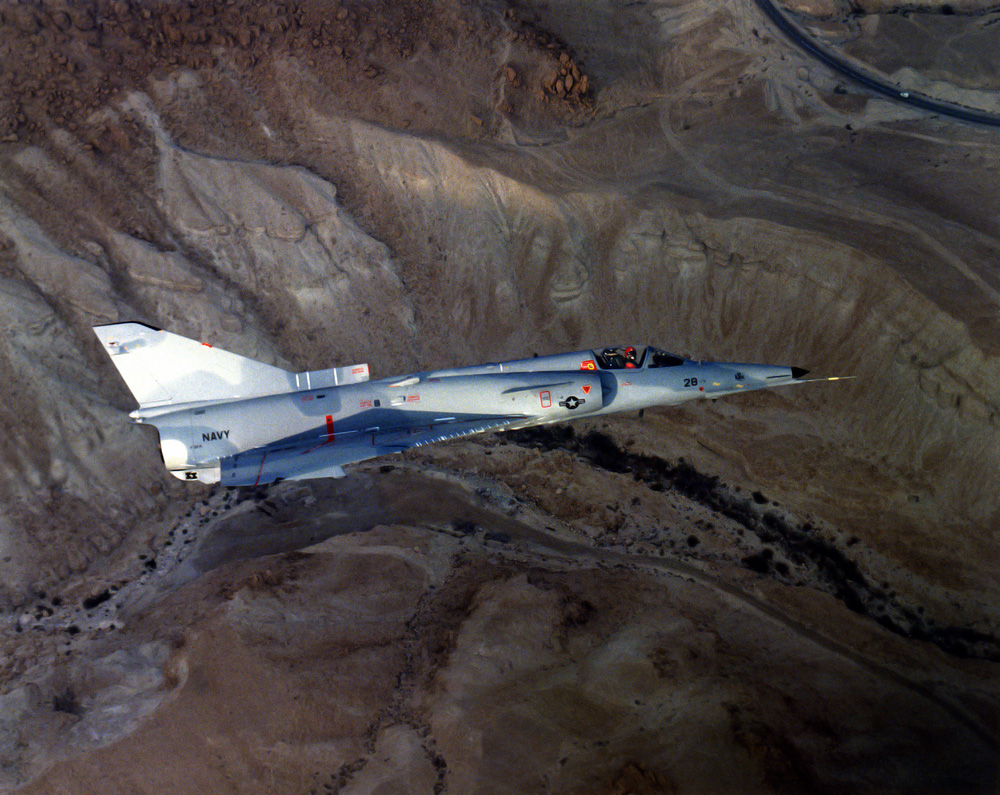
F-21A „Lion“ عند الإقلاع

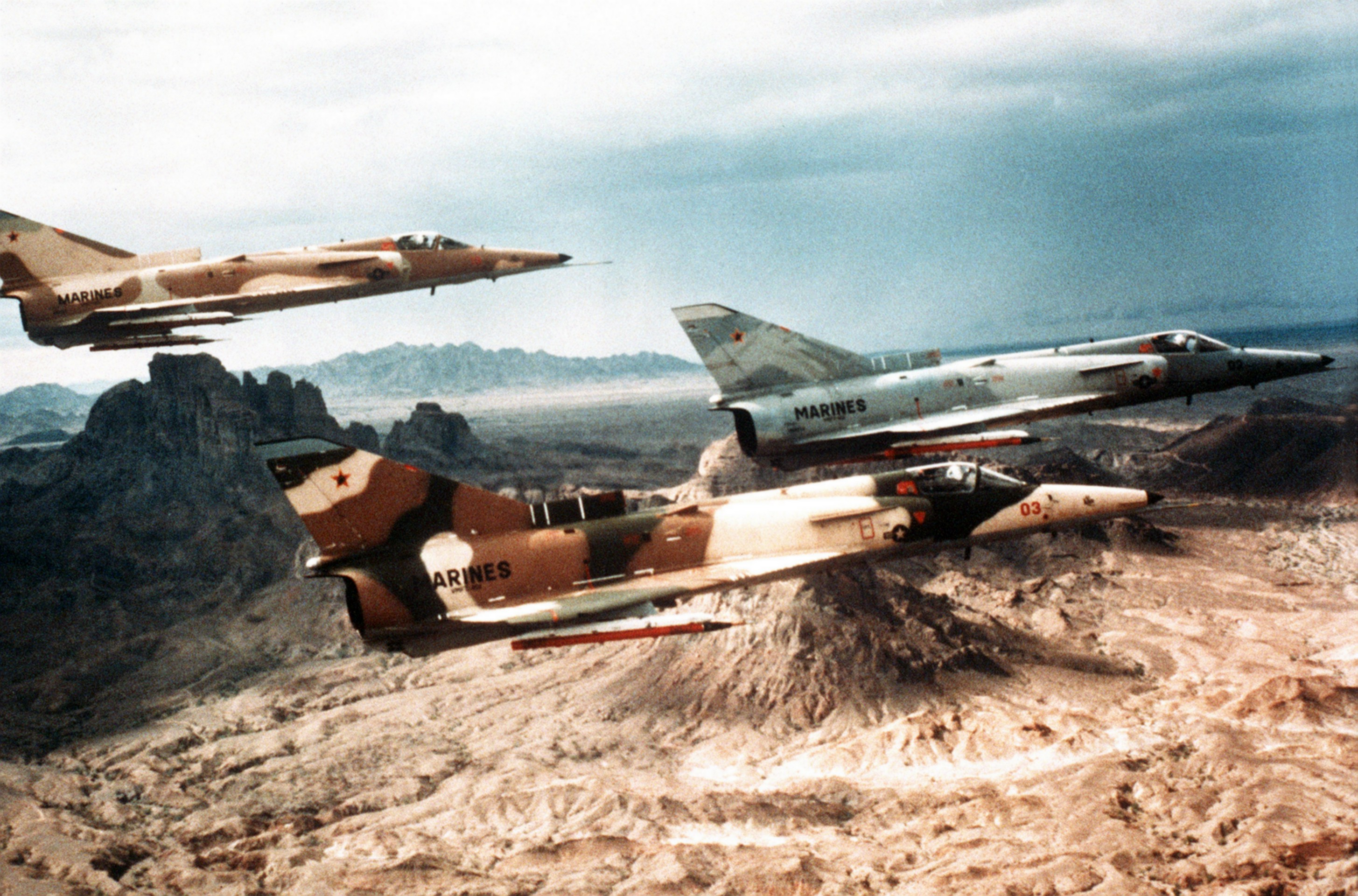
F-21A Lions في سرب

| حمولة الجناحين:                | - حد أدنى (بلا حمولة): 209 kg/m² - الحمولة الاسمية عند الإقلاع: 299 kg/m² - حد أفصى (حمولة قصوى عند الإقلاع): 307 kg/m² |
| الارتفاع:                      | 4,55 m |
| الوزن الصافي:                  | 7285 kg |
| الوزن المعتاد عند الإقلاع:     | 10.415 kg |
| الحد الأقصى للوزن عند الإقلاع: | 14.670 kg / 16.200 kg                                                                                                   |
| سعة خزان الوقود:               | 3000 kg |
| أقصى سرعة:                     | - 2440 km/h (في الارتفاع الأمثل) - تقريبا 1300 km/h (ارتفاع سطح البحر)                                                  |
| سرعة الهبوط:                   | 245 km/h |
| أقصى ارتفاع:                   | 17.650 m |
| معدل الارتفاع:                 | 238 m/s |
| مسافة التعامل:                 | - دون خزانات إضافية: 700 km - بخزانات إضافية: 1300 km                                                                   |
| مسافة الإقلاع:                 | 700 m |
| مسافة الهبوط:                  | 450 m |
| القيادة:                       | 1 طيار |
| نوع المحرك:                    | 1 TL - General Electric J79-GE-17A أو J79-IAI-J1E                                                                       |
| قوة الدفع:                     | - بالإشعال الإضافي: 79,66 kN - دون إشعال إضافي: 52,83 kN                                                                |
| نسبة الدفع إلى الوزن:          | - حد أقصى (فارغة): 1,11 - اسمي (وزن اقلاع اسمي): 0,78 - حد أدنى (maximales وزن أقصى عند الإقلاع): 0,55                  |

## وصلات خارجية
- Israel Aircraft Industries F-21A Kfir
- Walkaround IAI Kfir C.1, I.A.F. Museum, Israel
- Walkaround IAI F-21A Kfir, I.A.F. Museum, Israel
- Walkaround IAI Kfir C.2, I.A.F. Museum, Israel
- Walkaround IAI Kfir C.2, I.A.F. Museum, Israel
- Walkaround IAI Kfir TC.2, I.A.F. Museum, Israel
- (بالإنجليزية) Le Kfir sur le site de son constructeur IAI
- (بالإنجليزية) Le Kfir sur GlobalSecurity.org
- (بالإنجليزية) Le Kfir C-10 sur Acig.org نسخة محفوظة 30 أبريل 2009 على موقع واي باك مشين.

## اقرأ أيضا
- طائرة دون طيار
- أيتان (طائرة)
- هاروب (طائرة)
- إسرائيل لصناعات الطيران والفضاء
- بيثون (صاروخ)